# Magyar értelmező kéziszótár
A Magyar értelmező kéziszótár (hivatalos rövidítése: ÉKsz.) a magyar nyelv egynyelvű értelmező szótára, amely a magyar köznyelv és irodalmi nyelv szókincsét öleli fel.
Első kiadása 1972-ben jelent meg (majd azt követően még hatszor változatlan kiadásban), előbb egy, majd két kötetben, 874 + 676 oldalon mintegy 70 000 szócikkel. Második, bővített és átdolgozott kiadása (ÉKsz.2) 2003-ban látott napvilágot, egy kötetben, 1512 oldalon mintegy 75 000 szócikkel és 150 000 kifejezéssel. Mindkét kiadás az MTA Nyelvtudományi Intézetében készült, a második az Akadémiai Kiadó szótárszerkesztőségének közreműködésével.
A 2003-as kiadás kb. 5000 címszóval gazdagodott az eltelt évtizedek változásának megfelelően, új szókapcsolatokkal, kifejezésekkel, szólásokkal bővült, új minősítésekkel és értelmezésekkel egészült ki, és szógyakoriságot jelző számokat is beillesztettek (egy ötös skála szerint) a szerkesztés idején 150 millió szövegszót tartalmazó Magyar Nemzeti Szövegtár korpusza alapján. A kötet a határon túli magyar nyelv szókészletéből, sajátos jelentéseiből is merített, az etimológiai adatokat a legújabb nyelvészeti kutatások alapján frissítették, tipográfiai újításokat is bevezettek, azonkívül az egyes példányokat regisztrációs kóddal látták el, amellyel a szótár anyaga a regisztrációtól számított 24 hónapig az interneten is használható. Változás, hogy elhagyták a magyarázó jellegű illusztrációkat, tartalmas kifejtésekkel pontosították a „kerülendő”-t jelölő * jelet, és felvették a korábban trágár jellegük miatt kizárt szavakat is. Helyesírás terén nagyon kevés kivétellel a Magyar helyesírási szótárhoz igazodtak.
A szótár eredetileg a hétkötetes A magyar nyelv értelmező szótára szűkített, a nagyközönségnek szánt változataként született meg: szókincsállománya az előbbivel megegyezik, csupán a példákból tartalmaz kevesebbet. Szócikkei az alábbi részekből épülnek fel: címszó, gyakorisági mutató (csak az átdolgozott kiadásban), majd a szófaj, a stílus‑ vagy szaknyelvi réteg megadása, értelmezés (illetve esetenként a használat körülírása), majd példák és kifejezések, valamint az átadó nyelv megadása (nem összetett vagy képzett szavaknál). Ezeket egészíti ki szükség esetén a kiejtés (pl. céh: [cé]), a homonimák jelölése (pl. ár1, ár2), a címszóvariáns (pl. fel ~ föl), továbbá növény‑ és állatneveknél a tudományos név.